# Tribunal Suprem d'Israel
La Cort Suprema o Tribunal Suprem (en hebreu: בית המשפט העליון, Bet ha-Mixpat ha-Elyon) és la màxima instància judicial de l'Estat d'Israel. Té la seu a Jerusalem, capital del país. La seva competència territorial abasta tot l'Estat. Una decisió de la Cort Suprema és vinculant per a tots els tribunals, amb excepció de la mateixa Cort Suprema. Es tracta del principi de precedent vinculant (stare decisis) propi dels sistemes de Dret anglosaxó. Des de l'any 2015, la Cort Suprema d'Israel és presidida per Miriam Naor.

## Presidents del Tribunal
| Número | Nom del Magistrat | Data de Inici | Data Final |
| ------ | ----------------- | ------------- | ---------- |
| 1      | Moshe Smoira      | 1948          | 1954       |
| 2      | Yitzhak Olshan    | 1954          | 1965       |
| 3      | Shimon Agranat    | 1965          | 1976       |
| 4      | Yoel Zussman      | 1976          | 1980       |
| 5      | Moshe Landau      | 1980          | 1982       |
| 6      | Yitzhak Kahan     | 1982          | 1983       |
| 7      | Meir Shamgar      | 1983          | 1995       |
| 8      | Aharon Barak      | 1995          | 2006       |
| 9      | Dorit Beinisch    | 2006          | 2012       |
| 10     | Asher Dan Grunis  | 2012          | 2015       |
| 11     | Miriam Naor       | 2015          | -          |